# Condeellum ishiianum
Condeellum ishiianum är en urinsektsart som beskrevs av Imadaté 1965. Condeellum ishiianum ingår i släktet Condeellum och familjen Protentomidae.

## Underarter
Arten delas in i följande underarter:
- C. i. ishiianum
- C. i. setosum